# コントロヴァーシャル・ニグロ
『コントロヴァーシャル・ニグロ』（Controversial Negro : Live In Tucson）は、アメリカ合衆国のロックバンド、ジョン・スペンサー・ブルース・エクスプロージョンが1997年に発表したライブ・アルバム。1996年に同国アリゾナ州ツーソンのホテル・コングレス（Hotel Congress）にて行われたライブが収録された、元々は日本独自企画盤である。

## 収録曲
1. ゲット・ウィズ・イット - "Get With It" 1:22
2. キャント・ストップ - "Can't Stop" 3:17
3. サン・オブ・サム - "Son Of Sam" 2:24
4. クール・ヴィー - "Cool Vee" 2:45
5. アフロ - "Afro" 1:32
6. R.L.ゲット・ソウル - "R.L. Got Soul" 2:50
7. ブルース・Xマン - "Blues X Man" 5:43
8. ウォーターメイン - "Watermain" 1:12
9. ラヴ・オール・オブ・ミー - "Love All Of Me" 1:44
10. ファック・シット・アップ - "Fuck Shit Up" 1:40
11. ホット・ショット - "Hot Shot" 1:39
12. スカンク - "Skunk" 2:23
13. ザ・ヴァキューム・オブ・ロンリネス - "The Vacuum Of Loneliness" 3:53
14. スティッキー - "Sticky" 5:05
15. ザ・フィーリング・オブ・ラヴ - "The Feeling Of Love" 1:58
16. ダウン・ロウ - "Down Low" 1:46
17. ダイナマイト・ラヴァー - "Dynamite Lover" 2:42
18. フレヴァー - "Flavor" 3:04
19. フル・グロウン - "Full Grown" 3:45